# Гагемейстер, Юлий Андреевич
Ю́лий Андре́евич фон Гагеме́йстер (нем. August Heinrich Anton Julius Hagemeister; 11 июль 1806, имение Старый Дростенгоф, Лифляндская губерния — 23 апреля 1878, Рига) — русский финансист и экономист, член-корреспондент Императорской Академии наук, тайный советник, сенатор.

## Биография
Юлий Гагейместер родился в семье лифляндского дворянина. В 1825 году закончил Дерптский университет.
Сторонник развития свободной торговли в России и один из авторов концепции устройства государственных банков в России, в создании которой принимал участие, являясь директором канцелярии Министерства финансов в период 1847—1858 годов (при А. М. Княжевиче).
Автор ряда произведений по истории развития экономики России. Исследовал экономическое, географическое и социальное положения Сибири.

## Награды
- Лауреат Демидовской премии 1832 года за работу «Розыскания о финансах древней России» (издана в 1833).
- в 1833 г. в награду за труды по составлению Свода Законов — орден св. Анны 3 ст.;
- в 1834 г. в награду за сочинение «Разыскание о финансах древней России», посвященное Государю — золотая табакерка;
- в 1839 г. за собрание сведений по части торговли в Персии — от шаха Персидского орден Льва и Солнца 2 ст.;
- в 1843 г. за усердную службу и полезные труды по бывшей в 1843 г. в Москве мануфактурной выставке — орден св. Станислава 2 ст.;
- в 1847 г. — орден св. Владимира 3 ст.;
- в 1848 г. Высочайший подарок за представленное Его Величеству сочинение «Новые очерки Закавказья»; в 1852 г. за труды по производству в Шемахинской губ. местных изысканий, послуживших основанием к введению там податной системы, орден св. Станислава 1 ст.;
- в 1854 г. орден св. Анны 1 ст.;
- в 1857 г. во внимание к особых его трудам по составлению тарифа — св. Анны 1 ст. с Императ. короною;
- в ознаменование памяти успешного введения положения 19 февраля 1861 г., 19 апреля пожалован золотою медалью, в награду за участие в трудах по освобождению крестьян из крепостной зависимости;
- в 1876 г. награжден орденом св. Владимира 2 ст.

## Основные произведения
- Розыскания о финансах древней России. — СПб., 1833. — 247 с. (до 1462 года)
- О теории налогов, примененной к государственному хозяйству — СПб., 1852. — 118 с.
- Статистическое обозрение Сибири (1854). Архивная копия от 7 августа 2017 на Wayback Machine
- Заметки о хозяйственном положении России - [Б. м.]: [б. и.], [186-?]. — 49 с.